# Fonds Laurent Halleux
Le fonds Laurent Halleux est le legs des partitions imprimées et manuscrites ayant appartenu au violoniste belge Laurent Halleux (1897-1964), fait par sa fille, Suzanne Keller-Halleux, à la bibliothèque du Conservatoire royal de Bruxelles.

## Eléments biographiques

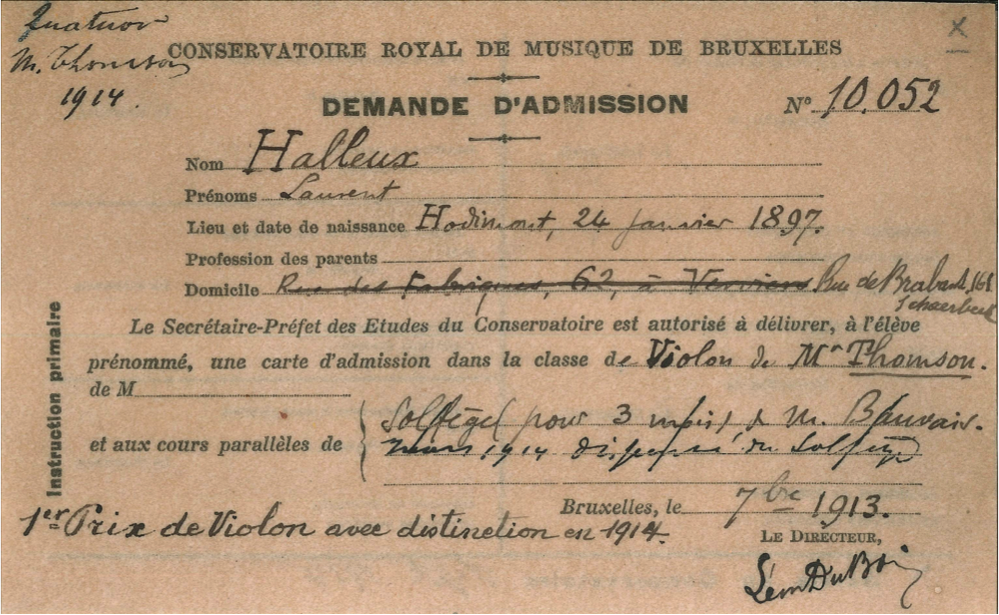
Carte d'étudiant de L. Halleux au Conservatoire royal de Bruxelles.

Après avoir décroché le Prix Vieuxtemps en 1912, Laurent Halleux (1897-1964), verviétois ayant commencé ses études musicales au conservatoire de sa ville natale, poursuit sa trajectoire au Conservatoire royal de Bruxelles dans la classe de César Thomson et obtient le Premier Prix de violon en 1914. À partir de 1912, alors qu'il n'a que quinze ans, il joue en tant que second violon avec ses co-disciples Alphonse Onnou, Germain Prévost et Fernand Quinet dans le Quatuor Pro Arte, qui dès 1932 recevra, grâce à sa popularité internationale, le titre de « Quatuor de la Cour de Belgique ». Réputé pour l'interprétation d'œuvres modernes et d'avant-garde comme celles de Stravinsky, Milhaud, Honegger ou Martinu, le quatuor se passionne également pour le répertoire classique.

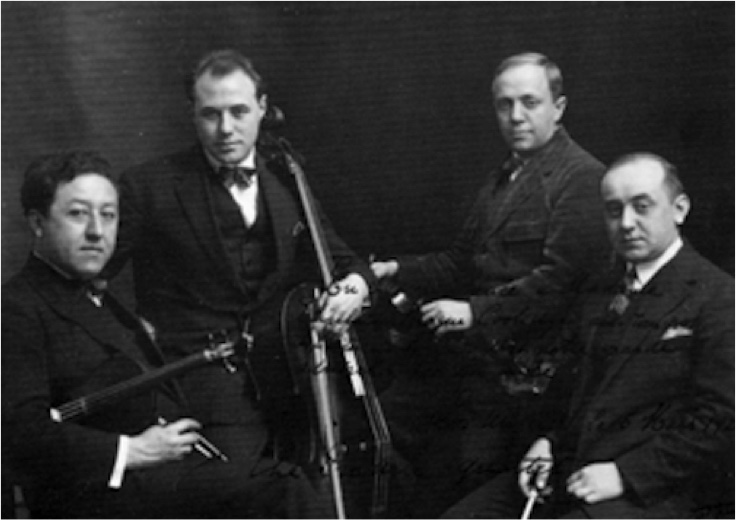
Le Quatuor Pro Arte ca. 1930, de g. à dr.: A. Onnou, R. Maas, L. Halleux, G. Prévost (Bibliothèque du Conservatoire royal de Bruxelles, B-Bc, CR-II-0504).

À la veille de la seconde guerre mondiale, trois des quatre membres du quatuor émigrent vers les États-Unis, mais lorsqu'Onnou meurt peu après (1940), Halleux quitte la formation en 1943 pour rejoindre successivement le Quatuor Roth, le New London String Quartet et le Hungarian String Quartet. Naturalisé américain en 1945, il s'installe à L.A. et y travaille avec le Los Angeles Philharmonic Orchestra, ainsi qu'avec les studios Metro-Goldwyn-Mayer et RGO Pictures à l'enregistrement de musique de film.  
Après avoir vécu pendant une vingtaine d'années en Amérique, menant en parallèle une activité de chambriste et de pédagogue, il retourne en Belgique en 1962 et y meurt deux ans plus tard.

## Le fonds
Le fonds Halleux présente la particularité d'être, dans la majorité des cas, une collection de parties de Second Violon uniquement, ayant servi aux exécutions du Quatuor Pro Arte, du New London String Quartet ou dans les studios de cinéma. S'il n'est pas étendu en termes de quantité, puisqu'il rassemble quelque 275 partitions, il se distingue par la qualité exceptionnelle de certaines pièces, et plus particulièrement par les 54 autographes sur lesquels figurent les annotations de Laurent Halleux – sa signature ou ses indications de nuances, de coups d'archet et de doigtés. 

### Le contingent américain
Le parcours du Quatuor Pro Arte aux États-Unis explique le nombre important de partitions — manuscrits autographes, copies de manuscrits ou facsimilé — d'une vingtaine de compositeurs américains ou naturalisés américains dans la collection, dont quatorze ont été interprétés par le fameux quatuor. Alors qu'une poignée parmi ceux-ci comme Aaron Copland ou Roy Harris sont connus en Europe, d'autres y sont restés dans l'ombre. C'est le cas de musiciens comme Robert Franklyn, compositeur, arrangeur et orchestrateur de musique de film entre 1940 et 1966.
Dans ce même contingent se classe également le compositeur tchèque Bohuslav Martinu, naturalisé américain, avec lequel le Quatuor Pro Arte a entretenu des rapports privilégiés, puisque celui-ci a donné deux de ses œuvres en création mondiale et avait à son répertoire plusieurs de ses pièces.

### Un cas unique

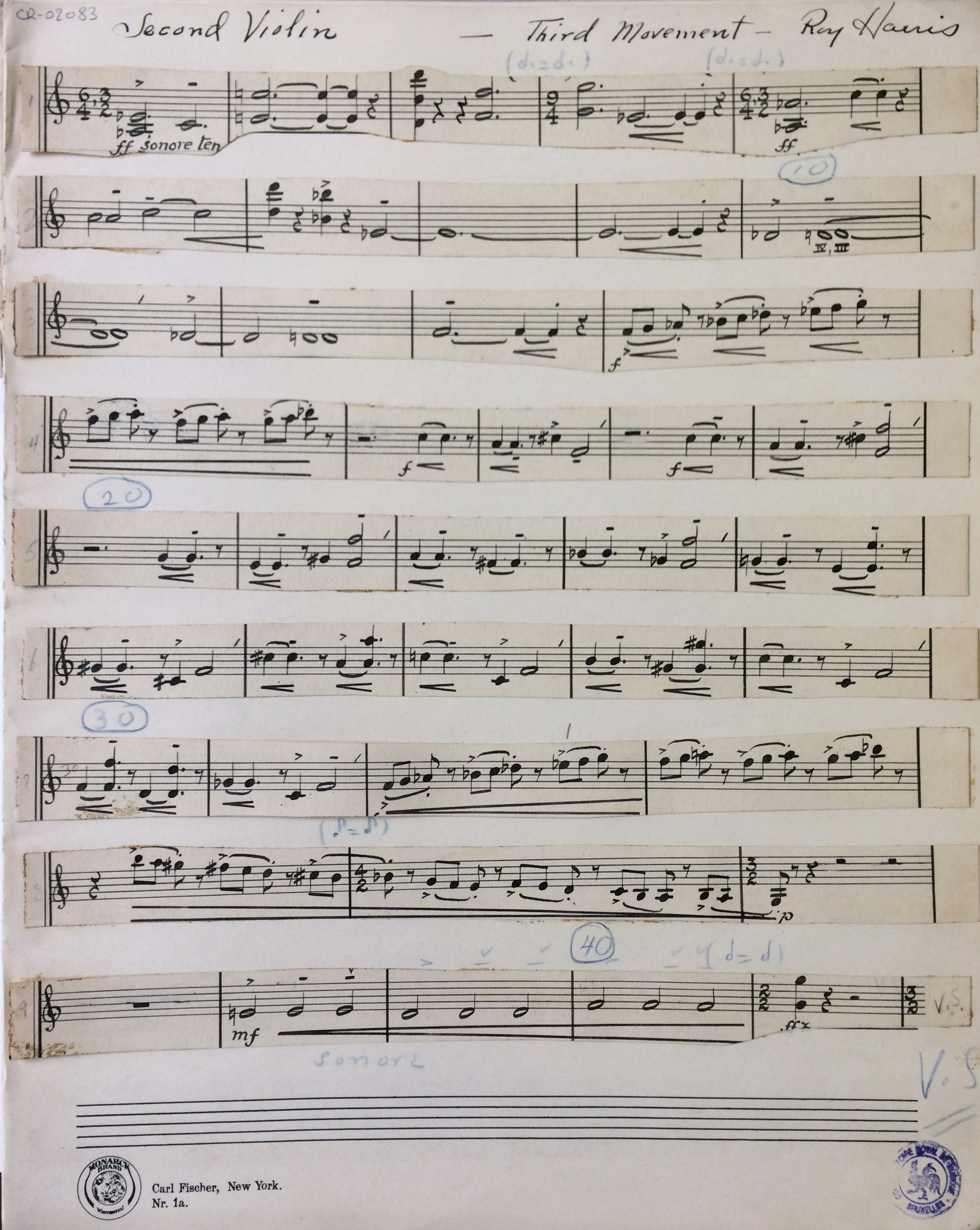
Version 1 du 3e mouvement du Quatuor n°2 de Roy Harris (Bibliothèque du Conservatoire royal de Bruxelles, B-Bc, CR-02083)

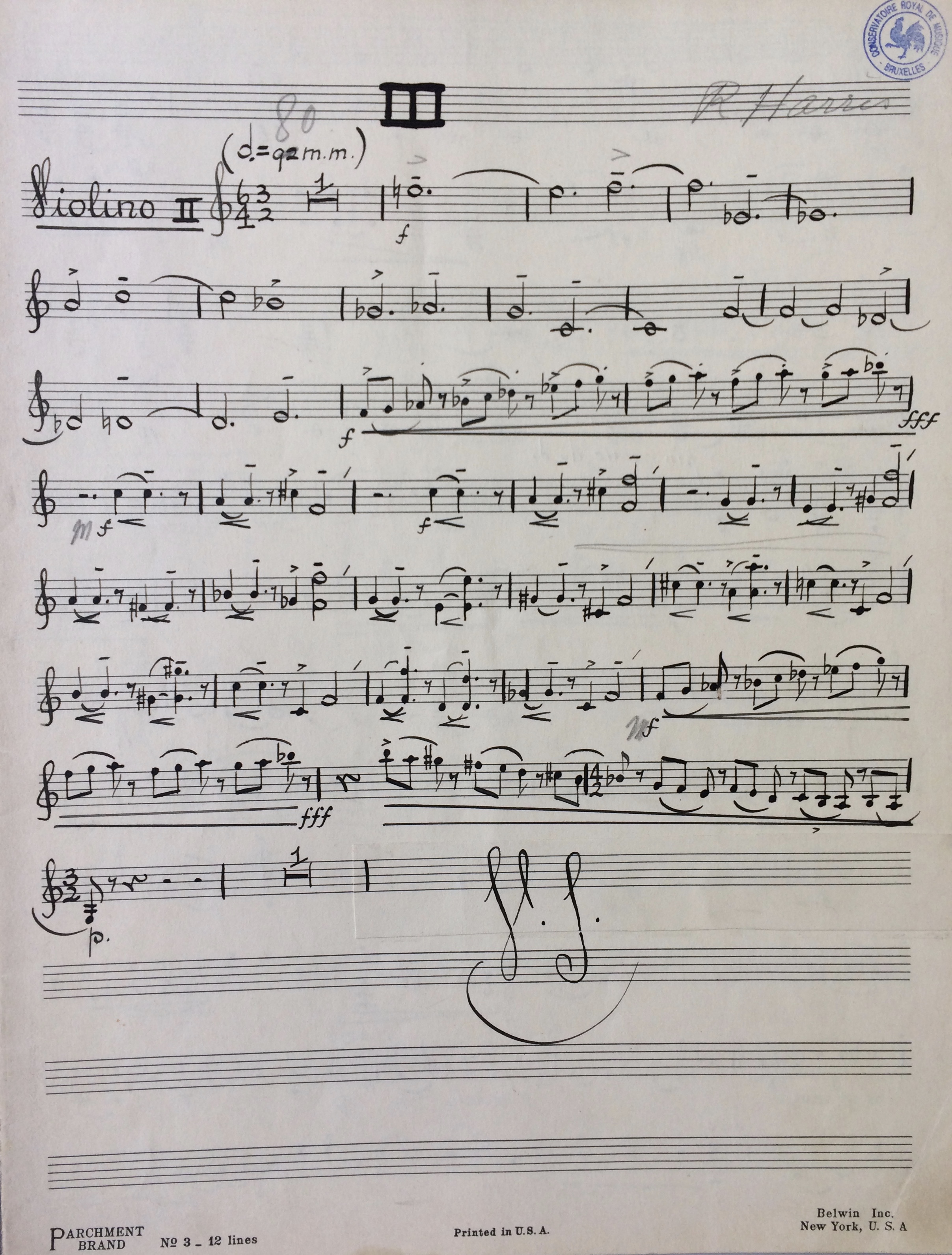
Version 2 du 3e mouvement du Quatuor n°2 de Roy Harris (Bibliothèque du Conservatoire royal de Bruxelles, B-Bc, CR-02083)

Alors qu'il a été établi que plusieurs manuscrits du fonds Halleux, autographes ou copies, ont servi à la création mondiale ou européenne de certaines pièces comme le Quartet n°2 de Jerzy Fitelberg, le Quatuor n°1 on Indian Themes de Frederik Jacobi ou 4 Indiscretions de Louis Gruenberg, la partition du Quatuor n°2 de Roy Harris, donnée elle aussi en première mondiale, représente un cas unique autrement remarquable : il existe en effet deux versions autographes de la même œuvre, et plus particulièrement du 3e mouvement.

### Stravinsky et les compositeurs non-américains
Le fonds Halleux conserve également des manuscrits autographes de compositeurs non-américains, tels les compositeurs belges Jean Absil et Marcel Poot, les Français Darius Milhaud et Albert Roussel, ou encore l'Autrichien Artur Schnabel et le Britannique Frank Bridge.

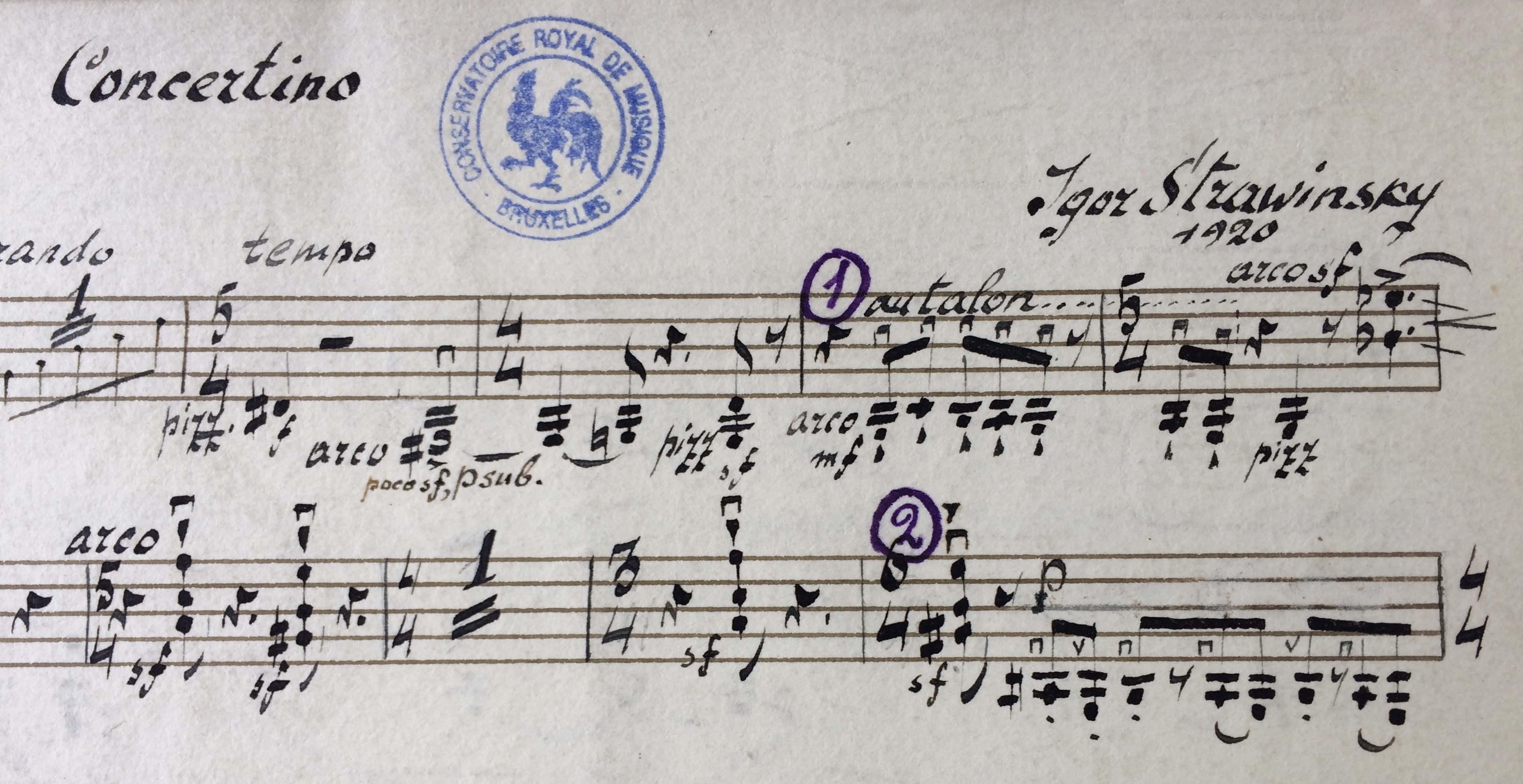
Détail du manuscrit autographe du Concertino pour quatuor à cordes, op. 20 de Stravinsky (Bibliothèque du Conservatoire royal de Bruxelles, B-Bc, CR)

Mais l'autographe le plus exceptionnel conservé dans ce fonds est celui du Concertino pour quatuor à cordes, op. 20 de Stravinsky, dont le Quatuor Pro Arte a donné une première audition en Belgique en 1922. Proche du Belge Paul Collaer qui avait fondé  les Concerts Pro Arte en cette même année, le compositeur russe (naturalisé Français en 1934, puis Américain en 1945) a pu bénéficier du support inconditionnel du quatuor pour la diffusion internationale de sa musique. 
Le fonds Laurent Halleux est particulièrement approprié pour l'étude de la musique américaine du début du XXe siècle, et plus spécifiquement de la musique de film développée sur ce continent.